# Michael Widenius
Michael "Monty" Widenius (né le 3 mars 1962 à Helsinki, Finlande) est un informaticien finlandais, principal auteur de la version d'origine de la base de données libre MySQL. Il a fondé la société MySQL AB en 1995, qui a par la suite été rachetée par  Sun Microsystems en 2008, lui-même racheté par Oracle Corporation en 2009.

## Biographie
Après des études à l'Université de Technologies d'Helsinki, Michael Widenius commence à travailler pour la société suédoise Tapio Laakso Oy en 1981. En 1985, il fonde TCX Datakonsult AB, une société suédoise de gestion d'entrepôts de données en collaboration avec Allan larsson. En 1995, il fonde la société MySQL AB avec David Axmark et Allan Larsson. Il commence alors le développement de la première version de la base de données MySQL, qui sort l'année suivante. 
Michael Widenius est le co-auteur du Manuel de référence MySQL, publié par les éditions O'Reilly en Juin 2002. En 2003, il reçoit le prix "Finnish Software Entrepreneur of The Year".
En janvier 2008, MySQL AB est racheté par Sun Microsystems, ce qui place Michael Widenius comme l'une des 10 premières fortunes de Finlande.
Le 5 février 2009, il annonce quitter Sun pour fonder sa propre société.
Michael Widenius est le fondateur et PDG de la société Monty Program Ab, avec laquelle il lance le développement de MariaDB, basé sur la version 5.1 de MySQL en Licence publique générale GNU.
Le 12 décembre 2009, il lance une pétition pour la pérennité de MySQL, à la suite du rachat de Sun par Oracle Corporation.
Michael Widenius vit à Helsinki avec sa seconde épouse Anna et leur fille Maria. Il a également deux enfants prénommés My et  Max, issus de son premier mariage. Il a utilisé les prénoms de ses enfants pour nommer les technologies qu'il a créées (c'est-à-dire MySQL, MaxDB et MariaDB).